# Elsevier
 (транскр.  Elzevir) je svetski najveći snabdevač naučnih, tehničkih i medicinskih informacija, i tehnološko preduzeće osnovano 1880. godine. Ovo preduzeće je sad deo RELX grupe, dok je do 2015. bio poznato kao Reed Elsevier. Proizvodi ovog preduzeća obuhvataju časopise kao što su The Lancet i Cell, ScienceDirect kolekciju elektronskih časopisa, Trends i Current Opinion serije časopisa, i onlajn bazu podataka citata Scopus.
Elsevier objavljuje približno 400.000 članaka godišnje u 2.500 časopisa. Njegovi arhivi sadrže preko 13 miliona dokumenata i 30.000 elektronskih knjiga. Totalni godišnji broj preuzimanja podataka je 900 miliona.
Elzevirova visoka profitna stopa (37% u 2015. godini), kao i stav po pitanju autorskih prava su bile kritikovane.

## Literatura
- Groen, Frances K. (2007). Access to medical knowledge : libraries, digitization, and the public good. Lanham, Mar.: Scarecrow Press. стр. 217. ISBN 978-0-8108-52723.

## Spoljašnje veze
- Званични веб-сајт
- „Campaign success: Reed Elsevier sells international arms fairs”. Архивирано из оригинала 06. 08. 2018. г. Приступљено 19. 11. 2016.
- Mary H. Munroe (2004). „Reed Elsevier Timeline”. The Academic Publishing Industry: A Story of Merger and Acquisition. Архивирано из оригинала 20. 10. 2014. г. Приступљено 19. 11. 2016 — преко Northern Illinois University.